# 東京ディズニーリゾート・ミュージックコレクション"ドリーム"
『東京ディズニーリゾート・ミュージックコレクション“ドリーム”』（Tokyo Disney Resort Music Collection "Dream"）は、2008年12月18日にU-CANから発売された、東京ディズニーランドと東京ディズニーシーで行われてきた各種エンターテイメントやBGMなどの音源を収録したCD BOX（アルバム）。

## 解説
東京ディズニーリゾートの25周年を記念してU-CANから発売されたパーク音楽集。東京ディズニーランドのグランドオープニング時代の「東京ディズニーランド・パレード」から歴代のパレード、25周年記念の「ジュビレーション!」まで、各種エンターテイメントや、各エリアやアトラクションのテーマミュージックやBGMなど、パーク内で使用されている音楽を多数収録し、今まで未発売であった楽曲も複数収録された、記念となるCD-BOXである。

## 収録曲
Dream vol.1
1. 東京ディズニーランド・パレード
2. 東京ディズニーランド・イズ・ユア・ランド/キッズ・オブ・ザ・キングダム
3. ディズニー・クラシックス・オン・パレード
4. ディズニー・ファンタジー・オン・パレード
5. イッツ・マジカル!
  - プロローグ
  - オープニング
  - カラー・ソング
  - マレフィセントのテーマ
  - ドラゴン
  - フィナーレ
  - チェイサー

6. ディズニーカーニバル

Dream vol.2
1. ビバ!マジック
  - オープニング
  - 魔法使いミッキー〜ディズニードリーム
  - ドリームズ・カム・トゥルー
  - トランジション〜ナイトメアー
  - ファーストフィナーレ
  - グランドフィナーレ

2. ディズニー・ドリームス・オン・パレード
3. ミッキーのギフト・オブ・ドリームス
  - オープニング
  - バッグ・イントロダクション
  - グーフィーズ・ドリーム/ジャングル・アドベンチャー（メドレー）
  - ミニーズ・ドリーム・オブ・ロマンス（メドレー）
  - ドナルズ・ドリーム・オブ・ファン・アンド・ラフター（メドレー）
  - ヴィランズ
  - フィナーレ・トランジション
  - フィナーレ

4. ジュビレーション!

Dream vol.3
1. 東京ディズニーランド・バンド
2. カリブの海賊/New Version/"ライドスルーMIX"
3. ジャングルクルーズ/アトモスフィア
4. ウエスタンリバー鉄道/アトモスフィア
5. 魅惑のチキルーム：スティッチ・プレゼンツ “アロハ・エ・コモ・マイ！”
6. 魅惑のチキルーム
7. アドベンチャーランドBGM/Talking Drum
8. アドベンチャーランド・レビュー
9. アロハ!ミッキー
10. セバスチャンのカリビアン・カーニバル
11. フィエスタ・トロピカール
12. ミッキーのアドベンチャーランド・マルディグラ
13. ミニー・オー!ミニー
14. ウエスタンランドBGM/All Aboard the Mine Train
15. カントリーベア・シアター
16. カントリーベア・シアター"バケーション・ジャンボリー"
17. カントリーベア・シアター"ジングルベル・ジャンボリー"

Dream vol.4
1. ビッグサンダー・マウンテン/アトモスフィア
2. トムソーヤ島/アトモスフィア
3. ラッキーナゲット・スタンピード
4. キッキン・カントリー
5. ファンダフル，ワンダフル・フレンズ
  - プロローグ
  - オープニング
  - ディズニー・ソング・メドレー
  - バースデイ・ケーキ
  - フィナーレ

6. スーパードゥーパー・ジャンピンタイム
7. スプラッシュ・マウンテン"ライドスルーMIX"
8. イッツ・ア・スモールワールド"ライドスルーMIX"
9. プーさんのハニーハント/アトモスフィア
10. プーさんのハニーハント"ライドスルーMIX"
11. アリスのティーパーティー
12. キャッスルカルーセル
13. ピノキオの冒険旅行
14. ミッキーマウス・レビュー

Dream vol.5
1. ホーンテッドマンション"ライドスルーMIX"
2. ホーンテッドマンション"ホリデーナイトメアー"
3. 白雪姫の願いの井戸
4. ピーターパン空の旅
5. ミッキーマウス・クラブ
  - ミッキーのバースデイランド/ウィ・ラブ・ユー・ミッキーマウス
  - ミッキーマウス・マーチ
  - キャラクター・メドレー
  - マウスダンス/クラップ・ユア・ハンズ
  - フィナーレ

6. トゥーンタウンBGM/ミニーのユー・フー!
7. ミッキーの留守番電話
8. ラジオショー"WACKYステーション"
9. ミニーの留守番電話
10. ロジャーラビットのカートゥーンスピン"ライドスルーMIX"
11. トゥモローランドBGM/サークルビジョン
12. ミクロアドベンチャー!
13. スター・ツアーズ
  - ザ・ドロイド・ルームス
  - スター・ツアーズ

14. スペース・マウンテン/アトモスフィア
15. ミート・ザ・ワールド

Dream vol.6
1. ワン・マンズ・ドリーム
  - オープニング
  - アニマルズ・メドレー
  - パイレーツ・メドレー
  - 魔女
  - プリンス・アンド・プリンセス
  - ショー・ビジネス〜ファースト・フィナーレ
  - セカンド・フィナーレ

2. フィール・ザ・マジック
3. ワンス・アポン・ア・マウス
4. ディズニー・パーティグラ・パレード
5. ディズニー・オン・パレード/100イヤーズ・オブ・マジック
6. ディズニー・ドリームス・オン・パレード"ムービン・オン"
7. レイニーデイ・ファン
8. ファンタジー・イン・ザ・スカイ

Dream vol.7
1. 東京ディズニーランド・エレクトリカルパレード・ドリームライツ/New Version
2. ディズニー・ファンティリュージョン!
  - フェアリー・ガーデン
  - フェアリー・ガーデン・ファンタジー
  - 悪役たち
  - 悪魔たちの饗宴
  - ハッピー・エンディング（ヒーロー＆ヒロイン）
  - ハッピー・エンディング・メドレー

3. ミニーのスプリング・パレード/ミニーのスプリング・フェスティバル
4. ディズニー・ミュージカルファンタジー
5. ミッキーのスペース・ファンタジー
6. ホット!ホット!ホット!/ミッキーマウス・カーニバル

Dream vol.8
1. ディズニー・アラウンド・ザ・ワールド/ディズニー・ワールドフェア
2. アリスのワンダーランド・テイルズ/アリスのワンダーランド・パーティー
3. ミッキー・マニア・パレード/ミッキー・マニア
4. ペコス・グーフィーのワイルド・ワイルドウエスト/ペコス・グーフィー西部を行く!
5. ヘラクレス・ザ・ヒーロー
6. ディスコ・トライアウト/ミッキー&ミニーのダンスフィーバー
7. ドナルドのスーパーダック・パレードドナルド・ワッキーキングダム
8. Club Disney スーパーダンシン・マニア
9. ディズニー・パーティーエクスプレス!
10. Dポップ・マジック!
11. シンデレラの戴冠式/シンデレラブレーション:ライツ・オブ・ロマンス
  - プロローグ
  - オープニング
  - ロイヤルゲスト
  - ロイヤルゲスト・ダンス
  - ロイヤル・プロセッション
  - 戴冠式
  - チェイサー

Dream vol.9
1. ブレイジング・リズム
2. ディズニー・ロック・アラウンド・ザ・マウス
3. ディズニー・プリンセス・プロセッション “ブーケ・オブ・ラブ”/ディズニー・プリンセス・デイズ
4. フリフリ・オハナ・バッシュ/リロ&スティッチのフリフリ大騒動〜Find Stitch!〜
5. クール・ザ・ヒート
6. ディズニー・ハロウィーン・パレード"スクリーム&シャウト"/ディズニー・ハロウィーン
7. ミッキーのクリスマスプレゼント/クリスマス･ファンタジー
8. ディズニー・ジャンボ・クリスマスパレード/クリスマス･ファンタジー
9. ミレニアム・カウントダウン・パレード
10. ハッピー・ニューイヤー・パレード/ニューイヤーズ・ホリデー

Dream vol.10
1. ポルト・パラディーゾ・ウォーターカーニバル
2. レジェンド・オブ・ミシカ
  - 第2章
  - 第3章

3. ディズニーシー・シンフォニー
4. ブラヴィッシーモ!
5. ミート&スマイル
6. ビッグバンドビート
7. オーバー・ザ・ウェイブ
8. ドナルドのボートビルダー
9. センター・オブ・ジ・アース/テーマミュージック
10. 海底２万マイル/テーマミュージック

Dream vol.11
1. ストームライダー/テーマミュージック
2. インディ・ジョーンズ・アドベンチャー:クリスタルスカルの魔宮/テーマミュージック
3. ミスティックリズム
4. シンドバッド・ストーリーブック・ヴォヤッジ"ライドスルーMIX"
5. マジックランプシアター/テーマミュージック
6. トリトンズ・キングダム/エントランスファンファーレ
7. マーメイドラグーンシアター
8. 2ndアニバーサリー/ミッキーのファンタスティックキャラバン
9. スタイル!/ドラマティック・ディズニーシー2004 at 東京ディズニーシー
10. ディズニー・リズム・オブ・ワールド
11. プリマヴェーラ/東京ディズニーシー・スプリングカーニバル
12. ボンファイアーダンス
13. クリスマスホリデー・イン・ニューヨーク/ハーバーサイド・クリスマス
14. キャンドルライト・リフレクションズ/ハーバーサイド・クリスマス

Dream vol.12 スペシャルCD
1. ディス・イズ・ザ・プレイス/東京ディズニーリゾート・テーマソング
2. 東京ディズニーランド・イズ・ユア・ランド/東京ディズニーランド・テーマソング
3. ディズニーカーニバル/東京ディズニーランド15thアニバーサリー・テーマソング
4. サンキュー・オール・フロム・東京ディズニーランド/東京ディズニーランド15thアニバーサリー・カーニバルナイト「ビバ!マジック」テーマソング
5. マジカルモーメント/東京ディズニーランド15thアニバーサリー・ミュージカルショー"ビバ!マジック"
6. リメンバー・ザ・マジック/東京ディズニーランド20thアニバーサリー・キャッスルショー「リメンバー・ザ・ドリーム」テーマソング
7. ヘイ・ラ・ラ・ラ（ハッピーバースデー・ミッキーマウス）/ハッピーバースデー・ミッキー
8. ハッピー・アニバーサリー・ミッキーマウス/「ミッキーのスペース・ファンタジー」オープニング
9. トゥゲザー・ウィズ・ミッキーマウス/「ミッキーのハッピーバースデー・パーティー」
10. チアリング・ミッキー（ミッキーマウス・マーチ）/「ミッキーのハッピーバースデー・パーティー」
11. ウェルカム・トゥ・トゥーンタウン/トゥーンタウン・イメージソング
12. 東京ディズニーシー・テーマソング
13. カム・ウィズ・ミー/東京ディズニーシー・オープニング・セレブレーション・ソング
14. シー・オブ・ドリームス / MISIA /東京ディズニーシー5thアニバーサリー・テーマソング
15. ドリーム・ゴーズ・オン/東京ディズニーリゾート25thアニバーサリー・テーマソング
16. 魔法の鍵 〜The Dream Goes On/ TATUYA ISHII & SATOMI TAKASUGI/ 東京ディズニーリゾート25thアニバーサリー・テーマソング
17. ジャスト・ライク・ウィ・ドリームド・イット/ディズニーランド・リゾート・パリ15thアニバーサリー・デイタイムパレード・テーマソング
18. ヒー・ウォンツ・トゥ・テイク・ミー・トゥ・ディズニーランド/香港ディズニーランド・リゾート・グランドオープニング・トリビュートソング
19. シェア・ア・ドリーム・カム・トゥルー/ウォルト・ディズニー・ワールド・リゾート「100イヤーズ・オブ・マジック」パレード・テーマソング